# Xicolatada

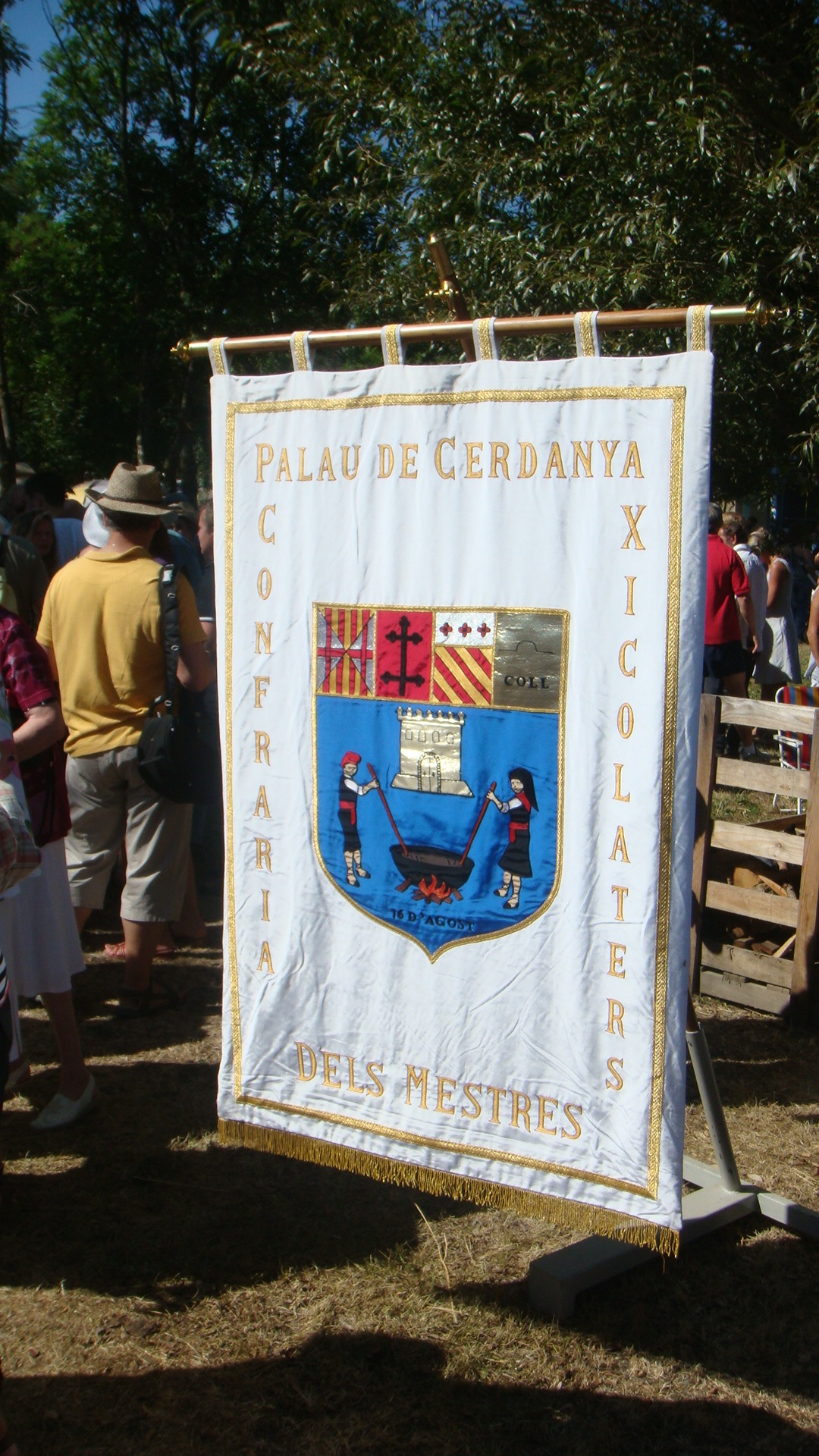
Penó de la confraria dels mestres xicolaters

La Xicolatada és una festa tradicional de la comuna cerdana de Palau de Cerdanya, a la Catalunya del Nord. Centrada en l'elaboració i la distribució pública de tasses de xocolata calenta, però amb altres activitats com sardanes i ball que donen caliu a la festa, se celebra cada 16 d'agost.
Hom li atribueix una antiguitat de 200 o 300 anys, i es creu que el costum de servir xocolata calenta s'originà perquè els grans propietaris rurals servien aquesta beguda altament energètica als treballadors abans que aquests s'enfrontessin a les dures tasques agrícoles l'endemà de la Mare de Déu d'Agost, una festa tradicional molt observada a l'indret, encara que modernament hom li ha atribuït virtuts curatives per als excessos alcohòlics de la mateixa festa. Amb el pas dels temps, la continuïtat de la tradició ha recaigut en una associació municipal que cada 16 d'agost, a les 11 en punt, serveix tasses del beuratge calent a tothom qui en vulgui. La xocolata s'elabora en grans olles escalfades amb foc de fusta; encara que originalment es feien servir les olles de coure les botifarres, modernament se n'han habilitat de pròpies per a l'acte. Les receptes són patrimoni exclusiu i reservat d'una mena de confraria, els "mestres xicolaters", que es guarneixen amb el vestit típic català. El 2012 unes 3.000 persones (moltes d'elles turistes) van consumir uns 800 litres de la beguda, en una festa que ha esdevingut un acte popular de la temporada estival a l'Alta Cerdanya.